# Iryna Biłyk
Iryna Mykołajiwna Biłyk (ukr. Іри́на Микола́ївна Бі́лик; ur. 6 kwietnia 1970 w Kijowie) – ukraińska piosenkarka, kompozytorka i producentka muzyczna.

## Dyskografia

### Albumy studyjne
- «Кувала зозуля» (1990)
- «Я розкажу» (1994)
- «Nova» (1995)
- «Так просто» (1996)
- «Фарби» (1998)
- «Ома» (2000)
- «Biłyk» (2002)
- «Країна» (2003)
- «Любовь. Яд» (2004)
- «На бис» (2008)
- «Рассвет» (2014)
- «Без Грима» (2017)